# Dưa núi
Dưa núi hay còn gọi dưa trời, bầu rắn, lặc lày, mướp rừng, mướp Mường (danh pháp khoa học: Trichosanthes cucumerina) là một loài thực vật có hoa trong họ Cucurbitaceae. Loài này được L. miêu tả khoa học đầu tiên năm 1753.

## Hình ảnh

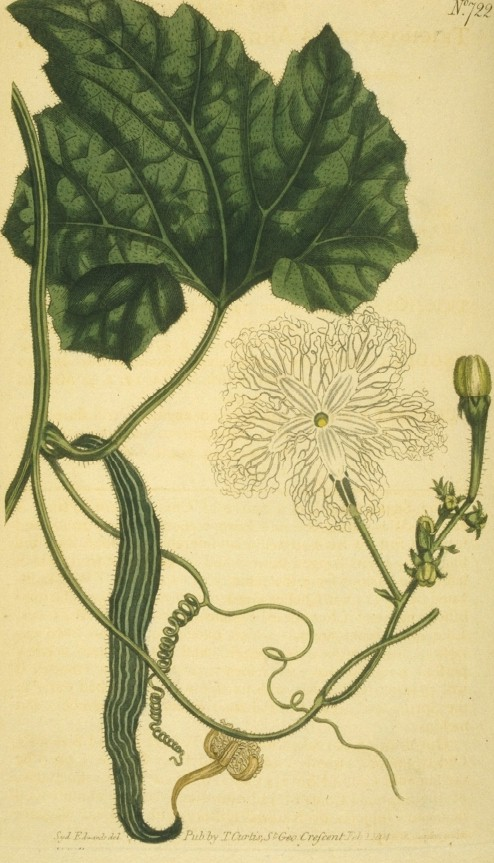
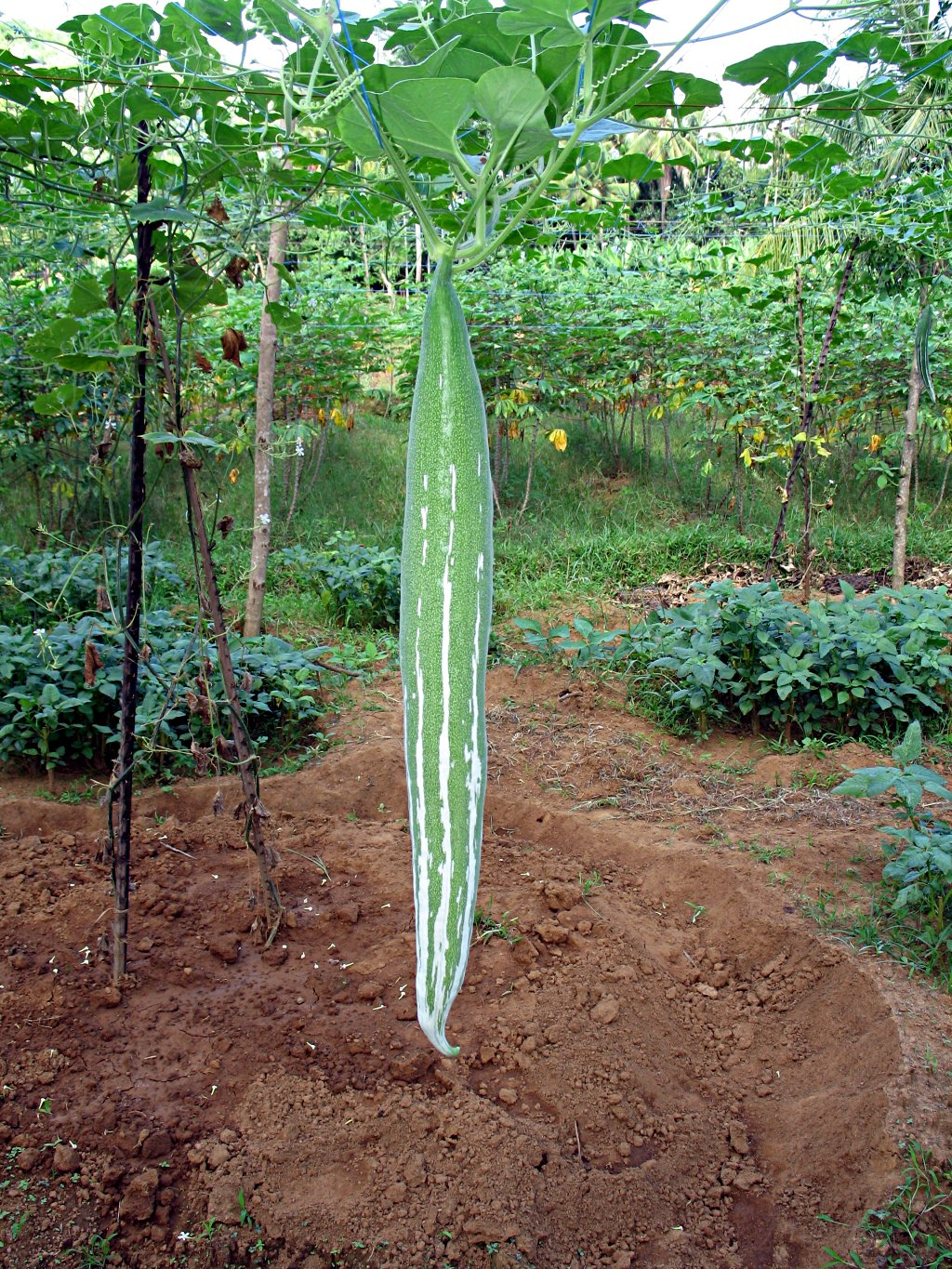
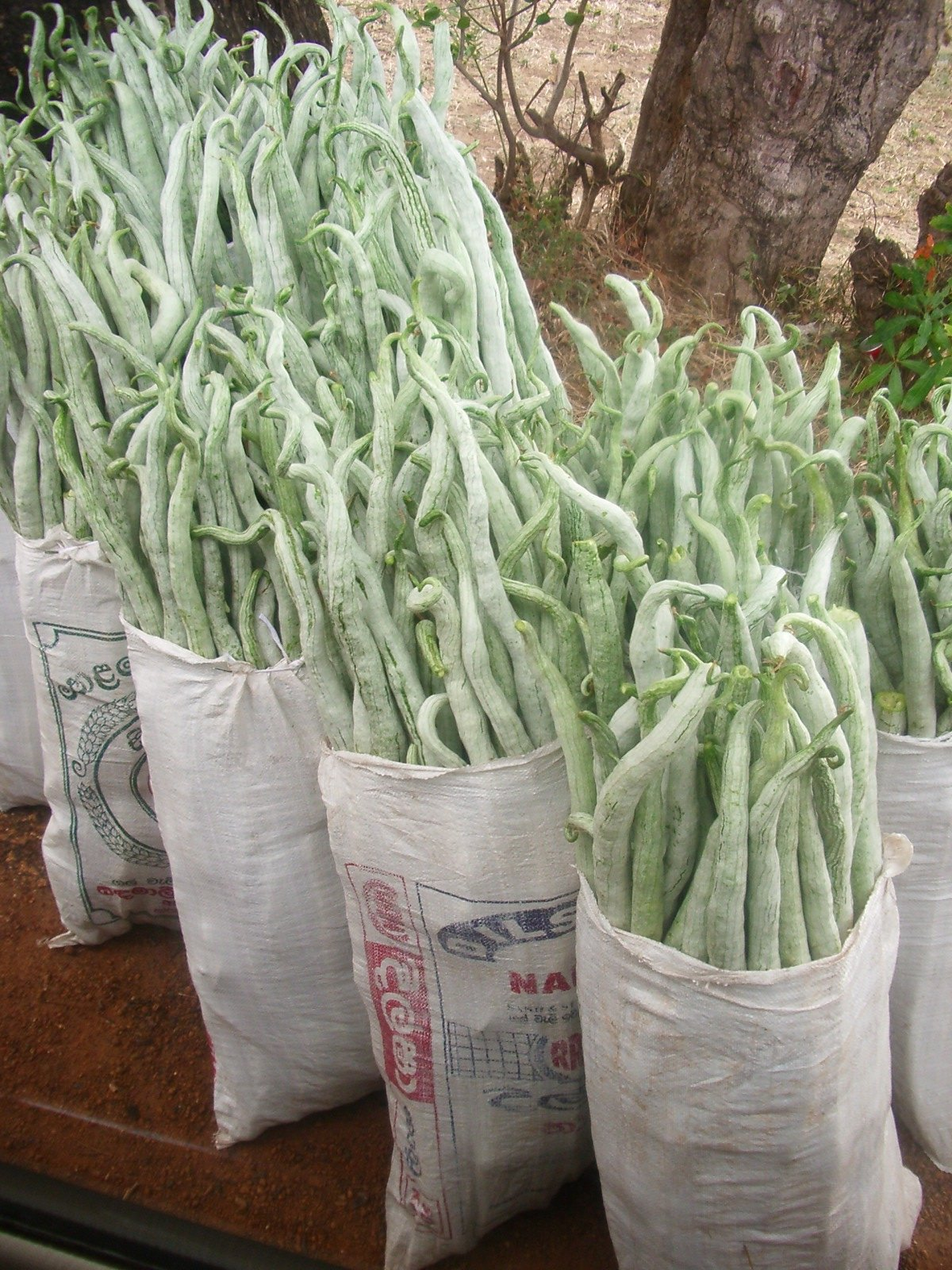
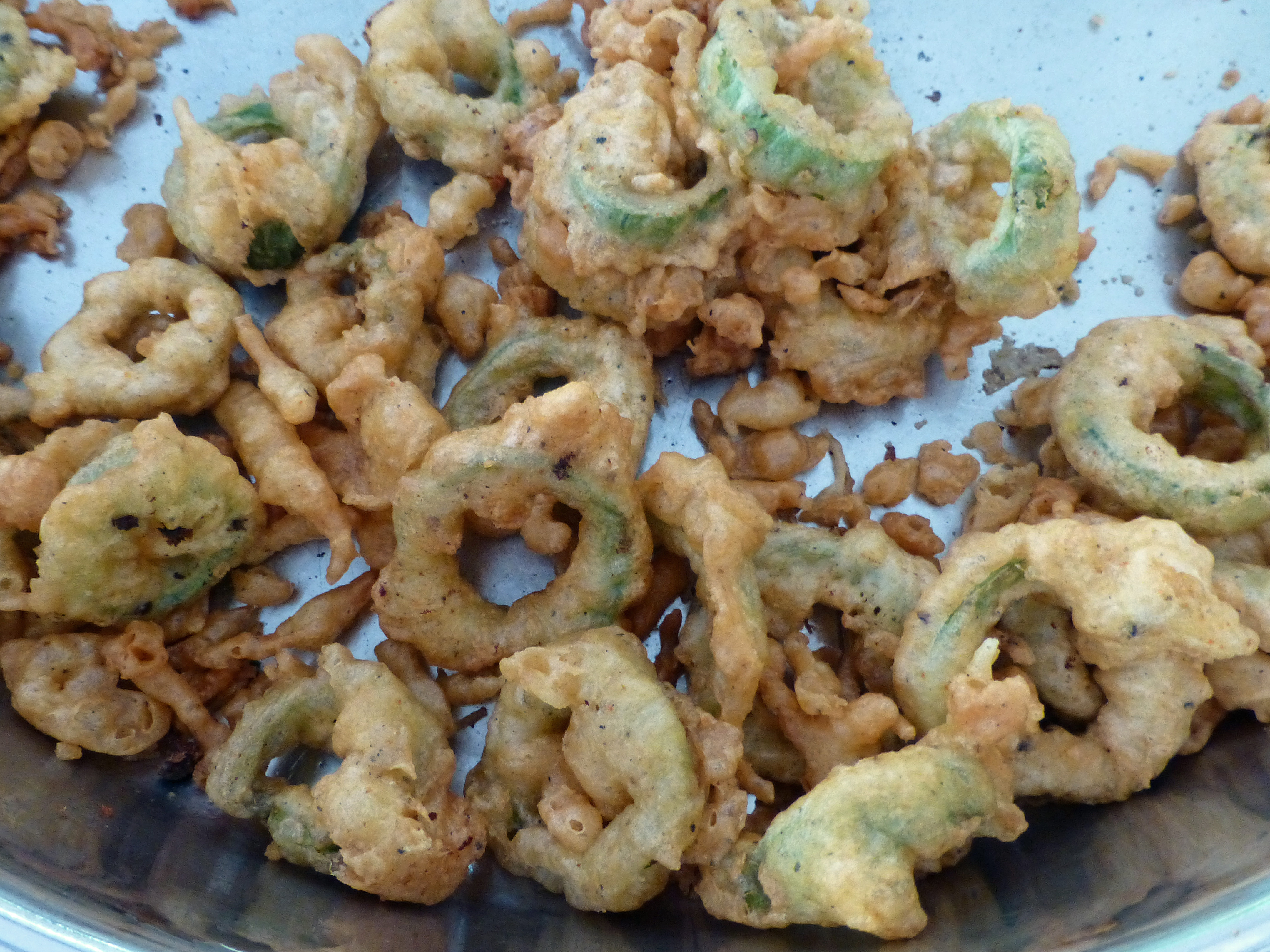
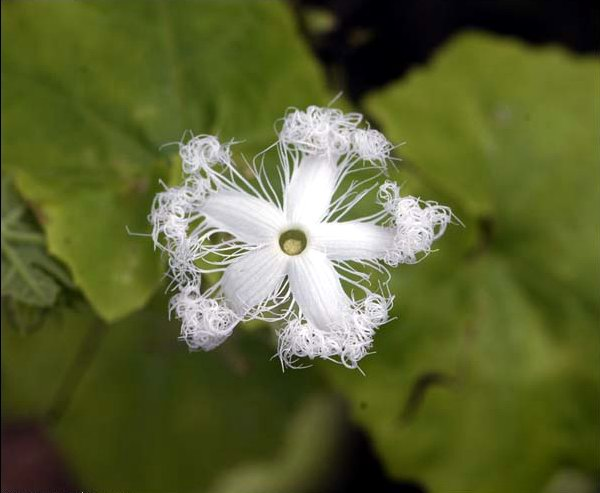